# Степовое (Барвенковский район)
Степовое (укр. Степове — «Степное») — село,
Гавриловский сельский совет,
Барвенковский район,
Харьковская область.
Код КОАТУУ — 6320481511. Население по переписи 2001 г. составляет 25 (11/14 м/ж) человек.

## Географическое положение
Село Степовое находится в 5 км от села Гавриловка.
В селе есть небольшой пруд.

## История
В 1946 г. Указом ПВС УССР хутор Швайкурты переименован в Степовый.

## Экономика
В селе есть молочно-товарная ферма.